# 한국어 기초 사전
한국어 기초 사전은 대한민국 국립국어원이 만든 한국어 사전으로, 외국인 한국어 학습자를 위한 인터넷 한국어 학습용 기초 사전이다. 한국어 학습 수요가 많은 지역 또는 국가의 언어로 한국어-외국어 학습사전을 만들 때 번역의 기반이 되는 사전이다.

## 연혁
- 2012년 10월 9일 시범 운영 시작
- 2016년 10월 5일 개통

## 어휘
한국어 학습에 꼭 필요한 5만 항목 어휘를 담고 있다.

## 참고
- 진화하는 국어사전, 나도 집필자?

## 같이 보기
- 한국어 사전
- 표준국어대사전
- 개방형 한국어 지식 대사전
- 한국어-외국어 학습사전
- 한국어능력시험
- 한국어교원자격증
- 한국수어사전